# Vulcan Foundry
Vulcan Foundry – brytyjska fabryka lokomotyw i zbrojownia zlokalizowana w zachodniej Anglii, w miejscowości Newton-le-Willows, położonej mniej więcej w połowie odległości między Manchesterem a Liverpoolem. Jest to jeden z najstarszych producentów lokomotyw i taboru kolejowego na świecie.

## Powstanie
Zakłady maszynowo-metalowe i odlewnia Vulcan Foundry powstały w 1830 roku z inicjatywy twórcy nowoczesnej kolei Roberta Stephensona oraz znanego konstruktora Charlesa Tayleura. Robert Stephenson, właściciel ówcześnie istniejących w Newcastle-upon-Tyne zakładów produkujących lokomotywy ponosił wysokie koszty bardzo skomplikowanego transportu wyprodukowanych parowozów z Newcastle do oddalonego o kilkaset kilometrów Liverpoolu. Sposobem radykalnego obniżenia kosztów transportowych było wybudowanie w pobliżu liverpoolskiej linii kolejowej nowych zakładów metalowych produkujących lokomotywy. Ze względu na niewystarczające własne zasoby kapitałowe zawiązał spółkę z Charlsem Tayleurem, działającym w Liverpoolu inżynierem a zarazem właścicielem odlewni Bank Quay foundry in Warrington. Ze względu na większościowe udziały Tayleura zakłady nazwano Charles Tayleur and Company.

## Zakłady Vulcan Foundry w XIX wieku
Pierwszy parowóz nazwany na cześć właściciela zakładów Tayleur wyprodukowano w Vulcan Foundry dla Hargreaves of Bolton, założyciela linii kolejowej North Union Railway, stanowiącej obecnie fragment West Coast Main Line.
W 1835 roku zakłady rozpoczęły produkcję eksportową do Francji, Austrii i Rosji.
W 1847 roku Charles Tayleur and Company przekształcono w zakłady Vulcan Foundry. W 1864 roku stały się one spółką z ograniczoną odpowiedzialnością (Ltd.).
W 1847 roku Vulcan Foundry przejęły odlewnie Bank Quay. Połączone zakłady dostarczyły wówczas elementy konstrukcyjne wielkich mostów budowanych wtedy w zachodniej Anglii. Dostarczono też w tym okresie do stoczni płyty konstrukcyjne jednego z pierwszych metalowych statków pełnomorskich, nazwanego również Tayleur. Statek ten wkrótce po zwodowaniu zatonął na skutek niekompetencji kapitana i załogi.
W połowie lat 50. XIX wieku zakłady zatrudniały wielu wybitnych inżynierów i projektantów lokomotyw. W 1852 roku rozpoczęto produkcję eksportową do krajów pozaeuropejskich. Skonstruowano wówczas parowóz o układzie kół 1'B (dwie osie napędowe poprzedzone osią toczną) przeznaczony dla kolei indyjskich. Pierwsza w Indiach kolej publiczna z Bombaju do Thana prowadzona była tymi parowozami. W 1871 w zakładach zbudowano pierwszą lokomotywę dla kolei japońskich. W tym mniej więcej okresie rozszerzono działalność eksportową wysyłając parowozy do Stanów Zjednoczonych.
Wkrótce zakłady Vulcan Foundry stały się jednym z głównych dostawców parowozów dla kolei brytyjskich. Zakłady wyrobiły sobie markę dzięki bardzo dobrym rozwiązaniom konstrukcyjnym oraz wysokiej jakości materiałów stosowanych do produkcji.

## Zakłady Vulcan Foundry w I połowie XX wieku
Ze względu na doświadczenie fabryki w zakresie dużych i skomplikowanych maszyn powierzono jej produkcję ciężkiego sprzętu wojskowego. W rezultacie fabryka sprzętu komunikacyjnego przekształciła się w dużej mierze w poważną zbrojownię. W czasie I wojny światowej produkowano tu m.in. działa bojowe, broń strzelecką i ciężarówki wojskowe. W okresie międzywojennym powrócono w dużej mierze do produkcji cywilnej. Produkowano wówczas między innymi parowozy zarówno na rynek wewnętrzny jak i na eksport wysyłając je m.in. do Afryki, Chin i Argentyny.
W czasie II wojny światowej zakłady prowadziły intensywną produkcję zbrojeniową. Wytwarzano tu między innymi czołgi Matilda, torpedy, elementy dział okrętowych, a także inny sprzęt wojskowy. Nie zaniechano jednak w tym czasie produkcji cywilnej. Vulcan Foundry produkowało bazujące na projekcie Hunslet Engine Company lokomotywy przetokowe Austerity 0-6-0ST o układzie osi 0-6-0 (pl. C).
Po zakończeniu wojny powrócono w dużej mierze do produkcji cywilnej. Wytwarzano między innymi parowozy, zarówno na indywidualne zamówienia krajowe i zagraniczne jak również na zlecenie organizacji UNRRA. W ramach takiego zlecenia wyprodukowano m.in. 120 parowozów towarowych serii 9F Liberation (polskie oznaczenie Tr202) dla kolei kontynentalnych. 65 z nich otrzymały koleje jugosłowiańskie, 15 – koleje czechosłowackie, a 10 – koleje luksemburskie. Do Polski w 1946 roku trafiło 30 parowozów. Niektóre z nich eksploatowane były intensywnie do końca lat 70.

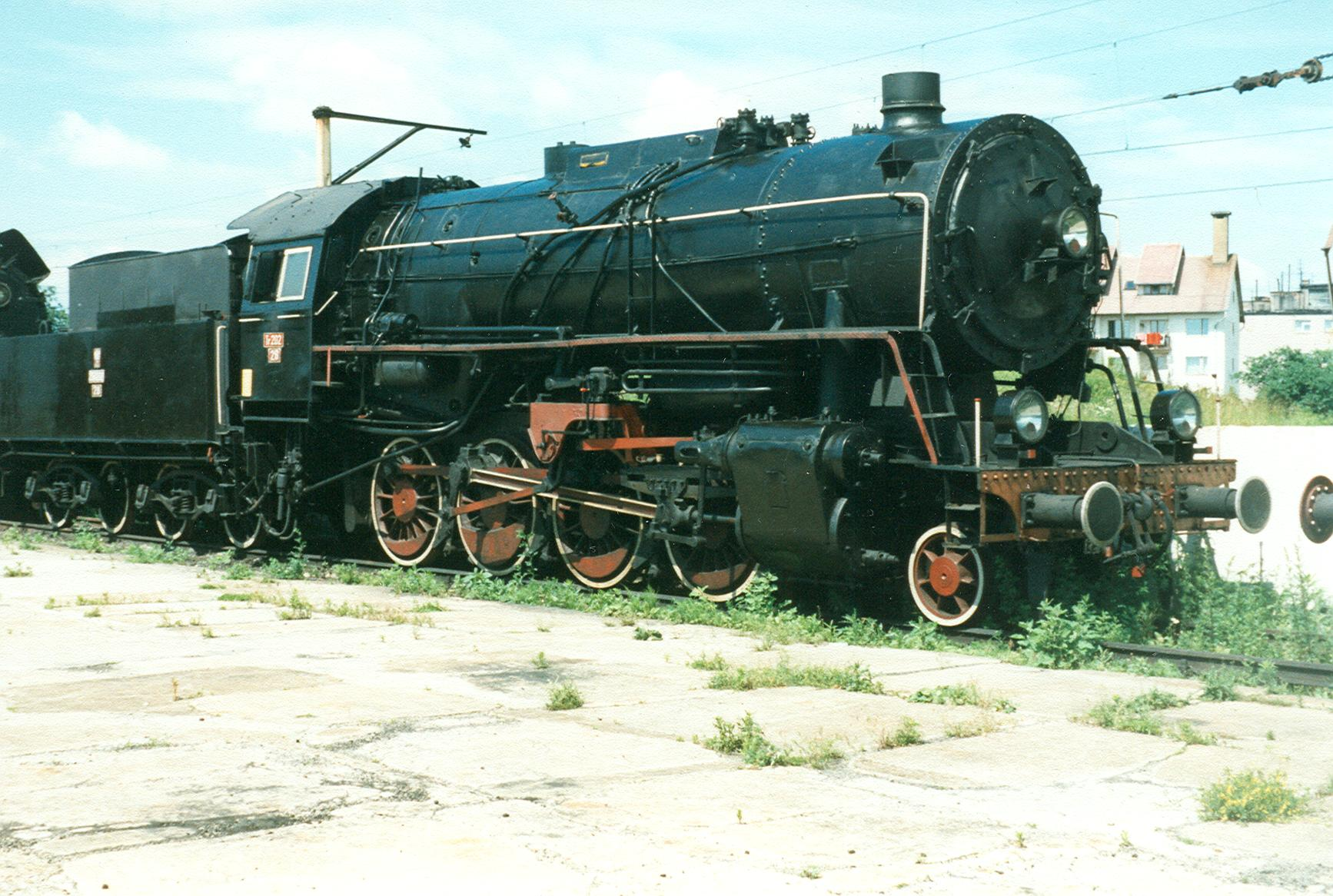
Polski parowóz oznaczany Tr202 produkcji angielskich zakładów Vulcan Foundry w skansenie lokomotyw w Jaworzynie Śląskiej

## Lokomotywy spalinowe i elektryczne
W związku z odchodzeniem w kolejnictwie od trakcji parowej w latach 50. zakłady zaczęły przestawiać się na produkcję lokomotyw spalinowych, a później elektrycznych. Ich wytwarzanie nie było dla zakładów nowością, gdyż od 1931 roku rozpoczęto w niewielkiej skali produkcję lokomotyw z silnikami Diesla m.in. dla kolei londyńskich. Produkcja ta wzrosła znacznie po 1936 roku. Pod koniec lat 30. produkowano lokomotywy spalinowe dla kolei nowozelandzkich, a od 1948 roku spalinowo-elektryczne dla kolei nowozelandzkich i malajskich.
Wyprodukowano też w 1961 roku prototypy lokomotyw napędzanych turbiną gazową (seria British Rail GT3) dla kolei brytyjskich.
Produkcję lokomotyw elektrycznych ułatwiło włączenie zakładów do koncernu English Electric Company. Do roku 2002 zakłady produkowały lokomotywy spalinowe, elektryczne i spalinowo-elektryczne.
W tym też roku zakłady zostały ostatecznie zamknięte. Należące do nich budynki zburzono w roku 2007.

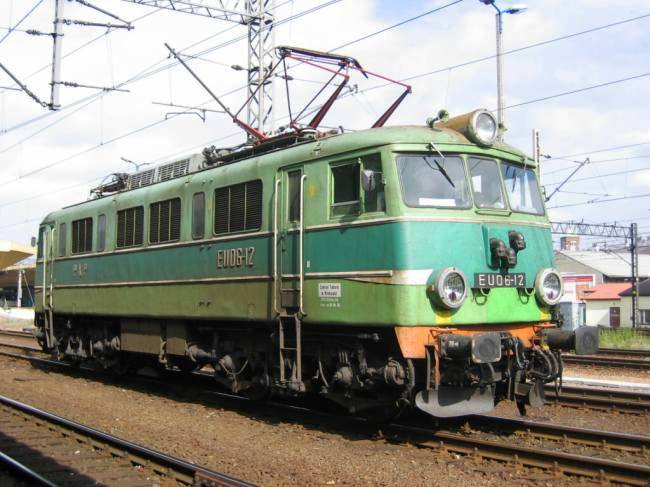
Polski elektrowóz oznaczany EU06 produkcji angielskich zakładów Vulcan Foundry

## Związki zakładów Vulcan Foundry z kolejami polskimi
W 1946 roku PKP otrzymały 30 parowozów serii Liberation wyprodukowanych przez Vulcan Foundry na zamówienie organizacji UNRRA. Otrzymały one oznaczenie Tr202.  W późniejszym czasie polskie kolejnictwo nie zerwało kontaktów z tymi zakładami. Na początku lat 60. zakupiono w nich serię lokomotyw elektrycznych dla PKP oznaczanych u nas EU06. Ponieważ lokomotywy te wykazywały znacznie lepsze własności eksploatacyjne i wyższą niezawodność od lokomotyw uzyskanych z innych źródeł (NRD, Czechosłowacja), zdecydowano się na zakup licencji. Na podstawie dokumentacji brytyjskiej produkowano później we Wrocławiu liczną serię elektrowozów EU07, które do dzisiaj stanowią najczęściej spotykane elektrowozy na polskich szlakach.